# Lovika
Lovika est une localité du comté de Nordland, en Norvège.

## Géographie
Administrativement, Lovika fait partie de la kommune d'Andøy.